# Invecchiamento

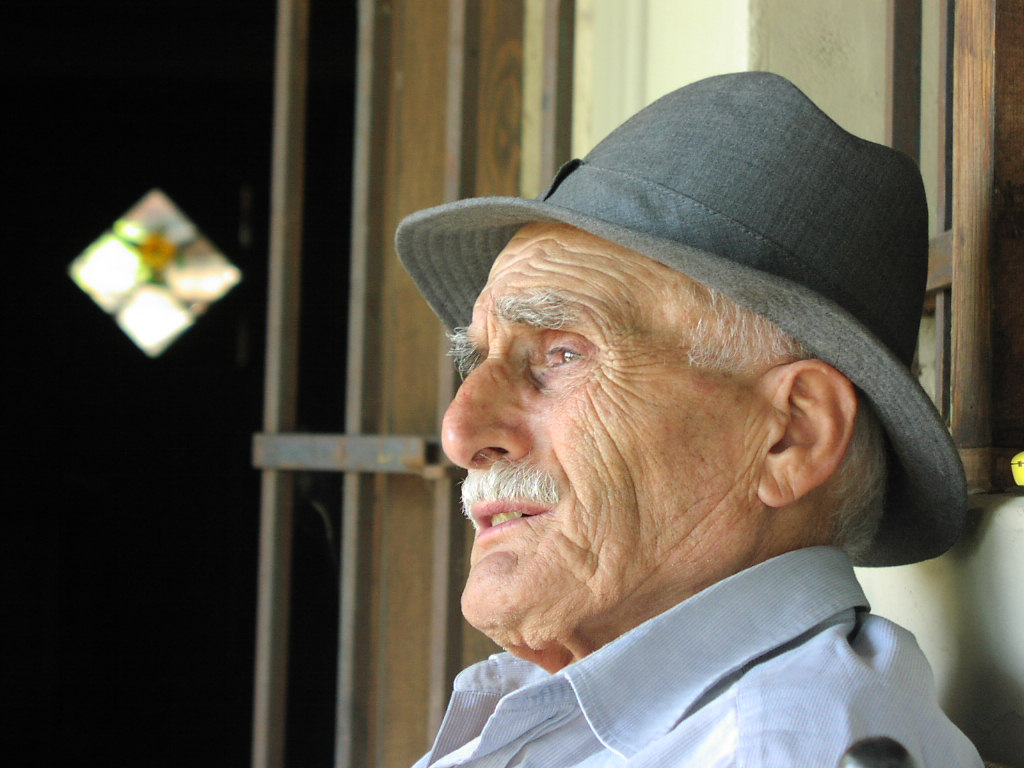
Gli effetti del processo di invecchiamento sul volto di un uomo anziano

L'invecchiamento è, in generale, il processo naturale che conduce ad un aumento dell'entropia in un qualunque sistema fisico.
Mentre per gli oggetti inorganici tale processo è subito passivamente, gli esseri viventi hanno sistemi che consentono loro di contrastare l'invecchiamento, ovvero di tendere a mantenere costante l'ordine della propria struttura fisica. Ciò nonostante, per la maggior parte di essi (in genere gli organismi pluricellulari complessi) l'invecchiamento è comunque una parte normale del loro percorso di sviluppo biologico, essendo implicati, in esso, vari meccanismi fisici e biologici.
Molte sono le teorie e le ricerche genetiche che vertono sull'invecchiamento prematuro e su quello tardivo. 

## Teorie sull'invecchiamento

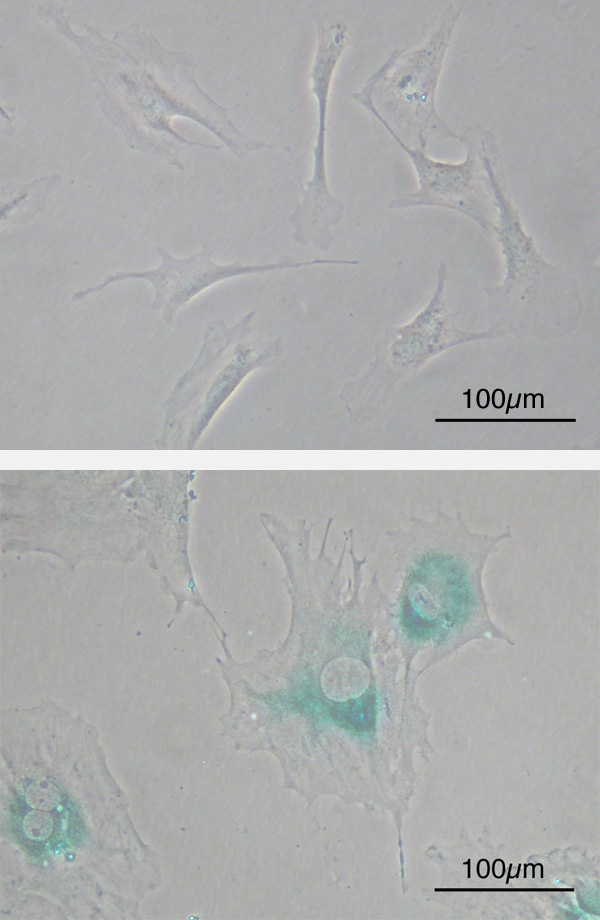
Dei fibroblasti embrionali di topo prima e dopo il processo di senescenza cellulare: le parti colorate nella seconda foto contengono la beta-galattosidasi, un biomarcatore della senescenza cellulare.

Nel tentativo di comprendere i meccanismi dell'invecchiamento sono state formulate più di 300 teorie, ma con nessuna ricerca si è riusciti a individuarne una singola causa. Pertanto si pensa che il fenomeno nei suoi molteplici aspetti (molecolari, cellulari, di organi e tessuti) sia il risultato di cambiamenti causati da più fattori e che le diverse ipotesi proposte possano spiegare parte di questi. Attualmente sembra che l'invecchiamento dipenda da una serie di cause genetiche, ambientali e stocastiche, ai quali le varie specie di diversa longevità risponderebbero con metodi di difesa più o meno efficaci.
Da un punto di vista evolutivo, l'esistenza dell'invecchiamento potrebbe essere giustificata dalla necessità che le risorse consumate da un individuo, che ha già svolto la sua funzione riproduttiva e di accudimento della prole, e il cui organismo è magari stato danneggiato durante la vita, siano utilizzate dagli individui delle generazioni successive. La menopausa, una delle conseguenze dell'invecchiamento, sarebbe utile a evitare che i gameti femminili prodotti con il processo meiotico possano originare una prole non sana. Infatti, i maschi, i cui spermatozoi sono sottoposti a una più dura selezione, non perdono altrettanto la loro fertilità con l'età. In quest'ottica gli individui di sesso maschile con l'età avrebbero una riduzione meno repentina di attrattività sessuale rispetto alle donne coetanee, che a causa della menopausa hanno un tempo per riprodursi più ridotto.
Nell'ambito degli studi sull'invecchiamento, vengono studiati in particolare il funzionamento fisiologico che include l'obesità, la salute cardiovascolare e la funzione polmonare, mentre il funzionamento fisico comportamentale include la riduzione della forza muscolare e l'abilità funzionale.
La proteina Reduced High Mobility Group Box 1, ReHMGB1 avvia la senescenza nelle cellule di tutto il corpo, diffondendosi tramite il flusso sanguigno e disabilitandole permanentemente. Si tratta di una delle prime cause dell'invecchiamento di tutto l'organismo ad essere scoperte.
Teoria della regolazione genica
L'ipotesi che l'invecchiamento sia un fenomeno geneticamente programmato si basa anche sul fatto che l'espressione di alcuni geni varia con l'età. Del resto studi su centenari hanno indicato che la longevità degli individui è associata a varianti di alcuni geni, come il gene dell'apoproteina C, e gli individui più longevi tendono a presentare un basso indice di massa corporea e di glicemia a digiuno, legati a determinate caratteristiche metaboliche.
Una conferma sperimentale di questa teoria sembrerebbe essere arrivata dalla scoperta di una via metabolica che regolerebbe l'aspettativa di vita di organismi come topi, insetti e nematodi. Essa riguarda il gene del fattore di crescita insulino-simile (IGF-1), che regola diverse chinasi che silenzierebbero geni capaci di difendere l'organismo dall'invecchiamento. Del resto, una riduzione di questa via metabolica sembra incrementare la longevità del Caenorhabditis elegans. Ulteriore conferma dell'importanza del ruolo di questa via metabolica è venuta da uno studio nel quale si è osservata una correlazione tra longevità e determinati genotipi associati al recettore per il IGF-1 e al gene P13K-CB. Altri studi hanno inoltre dimostrato una connessione della durata della vita con proteine, come la superossido dismutasi, la cui trascrizione è influenzata da questo fattore di crescita.
Teoria della senescenza replicativa
Questa teoria, che venne proposta da Leonard Hayflick, nasce dall'osservazione che i fibroblasti, messi in coltura, vanno incontro ad un numero limitato di replicazioni, dopo il quale il processo si arresta. Per spiegare questo fenomeno sono state avanzate alcune ipotesi, tra cui la presenza di geni che regolerebbero il processo di senescenza o il progressivo accorciamento dei telomeri. Nelle cellule senescenti, che subiscono delle modifiche a livello molecolare, si osserva una maggiore espressione di proteine, come la p53, che tendono a bloccare la progressione del ciclo cellulare. I telomeri sono le regioni terminali dei cromosomi, essenziali per la stabilità del patrimonio genetico e per l'ancoraggio degli stessi cromosomi alla matrice nucleare. C'è da dire che i telomeri delle cellule di soggetti di età più avanzata tendono ad essere più corti; si è dunque ipotizzato che il danneggiamento subito a causa della mitosi da queste parti del DNA, che sono in parte ripristinate dall'enzima telomerasi, comporti che le cellule vadano incontro a senescenza ed apoptosi. Possibile conferma di questa teoria è che i fibroblasti dei pazienti con la sindrome di Werner, rara malattia caratterizzata da invecchiamento precoce e causata dalla mutazione a carico di un gene che codifica un'elicasi (enzima utile per la riparazione del DNA), mostrano una minore capacità replicativa.
Teoria della mutagenesi intrinseca
L'invecchiamento sarebbe causato da un progressivo accumulo di danni a carico del DNA nel corso delle varie replicazioni cellulari, che comprometterebbero la funzionalità della cellula. Tuttavia, questa teoria non spiega come mai sulle cellule della linea germinale non si osservi lo stesso accumulo di mutazioni.
Teoria dei radicali liberi
La teoria che individua nella reattività dei radicali liberi ossidanti la causa dell'invecchiamento venne formulata nel 1957. I radicali liberi ossidanti o ROS sono prodotti soprattutto dal metabolismo mitocondriale (anche se possono comparire a seguito di radiazioni ionizzanti), spesso rimangono confinati in un compartimento della cellula a causa della loro insolubilità lipidica, possono modificare il DNA e, accumulandosi nelle cellule, ne compromettono la funzionalità. Oltre al DNA, i radicali liberi possono ossidare e quindi danneggiare macromolecole come proteine e lipidi, generando nella cellula un accumulo di lipofuscina. A ridurre la loro pericolosità intervengono composti, come la superossido dismutasi, che trasforma l'anione superossido in perossido d'idrogeno, a sua volta destinato ad essere ridotto dalla catalasi o dalla glutatione perossidasi. Tuttavia, quando i ROS sono troppi, questo meccanismo non funziona in maniera adeguata e di conseguenza vengono coinvolti in reazioni come quella di Haber-Weiss, da cui derivano altri ROS. Le differenze nella longevità tra specie diverse potrebbe a questo punto essere spiegata dalla diversa propensione a produrre ROS o dall’efficacia degli antiossidanti con cui la cellula viene protetta dalla loro azione dannosa. Si pensa che la produzione dei radicali liberi ossidanti possa diminuire con la restrizione calorica, che in diversi esperimenti ha dimostrato di allungare la vita di vari organismi, anche se la correlazione tra restrizione calorica e produzione di ROS non è certa.
Teoria di Martin
Secondo la teoria di Martin, le influenze nocive dell'ambiente causerebbero, soprattutto nei tessuti a scarsa capacità di rinnovamento, mutazioni genetiche e una ridotta capacità di replicazione e riparazione del DNA. Una variante di questa teoria si basa invece sull'idea che le mutazioni delle cellule del sistema immunitario o delle cellule bersaglio dello stesso causerebbero dei danni dovuti all'autoimmunità.
Teoria immunologica
Proposta da Roy Walford, questa teoria riconduce l'invecchiamento agli errori del sistema immunitario, dalle cui disfunzioni deriverebbero l'autoimmunità ed una ridotta capacità di difesa dal cancro e dagli agenti patogeni. Del resto, il sistema immunitario subisce una serie di cambiamenti nel corso del tempo, come quelli legati, dopo la pubertà, all'atrofia del timo, in cui maturano i linfociti T.
Nel 1989 Franceschi propose la teoria dell'immuno-senescenza, secondo cui col passare del tempo si assiste ad un’eccessiva produzione di linfociti T di memoria, a discapito di altri linfociti T, e ad un’attivazione patologica del immunità innata. Sempre Franceschi, analizzando alcune cellule del sistema immunitario di un gruppo di centenari sani, affermò che l'immuno-senescenza riguardasse soprattutto l'immunità specifica. Tutto ciò si ricollega al fatto che alcune malattie correlate alla senilità siano imputabili a disfunzioni del sistema immunitario, ma, in ogni caso, lo stato infiammatorio cronico di basso grado che si osserva in alcuni anziani potrebbe essere un effetto, più che la causa, delle malattie di cui soffrono.
Modificazioni post-traduzionali
La glicosilazione non enzimatica delle proteine causerebbe l'accumulo di composti difficilmente degradabili prodotti dalla reticolazione con proteine adiacenti.

## Malattie da invecchiamento precoce

### Sindrome di Werner
Questa è una malattia autosomica recessiva, che interessa il gene della famiglia RecQ, codificante per l'elicasi. Infatti la mutazione porta ad una proteina tronca che non potendo traslocare nel nucleo provoca difetti nella replicazione, riparazione del DNA, oltre che nel controllo dei telomeri.
I pazienti presentano alopecia, atrofia cutanea, problemi cardiaci precocemente e neoplasie, dovute proprio all'instabilità cromosomica con accumulo di mutazioni e alterazioni telomeriche, causate dal difetto della proteina.

### Sindrome di Hutchinson-Gilford
La sindrome di Hutchinson-Gilford (OMIM: 176670), anche nota come progeria, è una sindrome da invecchiamento precoce che si manifesta già durante l'infanzia. Essa è causata da varianti de novo del gene LMNA, che codifica per le lamine A e C (due isoforme di splicing). Queste due proteine sono dei filamenti intermedi che fanno parte del nucleoscheletro. La mutazione del gene LMNA riscontrata solitamente nei pazienti affetti da progeria causa la sintesi di una forma mutata di laminina A, denominata progerina, la cui presenza causa anomalie strutturali del nucleo, instabilità genomica, alterazioni nel mantenimento dei telomeri e modifiche di tipo epigenetico.
Altre cause di invecchiamento precoce al di fuori delle due sopracitate sono dovute a fattori ambientali come l'inquinamento e l'alimentazione oppure al consumo di fumo (come da sigaretta e sigaro) e di alcol.

## Invecchiamento positivo
L'aumento progressivo dell'aspettativa di vita, ad oggi caratteristico di ciascuna parte del mondo, è paragonabile ad una vera e propria rivoluzione demografica. Grazie all'aumento della popolazione anziana è possibile distinguere anche una "quarta" età (dai 75 anni in poi).
L'età anziana non viene più vista solo come un periodo di costante e continuo deterioramento fisico e cognitivo, bensì ha preso il sopravvento una visione che pone in risalto anche il possibile sviluppo che un soggetto può avere in questa fase della propria vita.
Invecchiare bene infatti è possibile soprattutto se si dispone di elevate risorse nei diversi ambiti della vita, di una partecipazione attiva alla vita sociale, presenza di un elevato benessere psicologico ed una buona soddisfazione della propria vita.

### Il modello di Rowe e Khan
Gli autori furono tra i primi a proporre una distinzione tra "invecchiamento normale" ed "invecchiamento di successo", intesi entrambi come condizioni fisiologiche e non patologiche. Secondo Rowe e Khan l'invecchiamento di successo è legato alla compresenza contemporanea di 3 fattori:
- Bassa probabilità di malattie e disabilità associata
- Elevate capacità fisiche e cognitive
- Coinvolgimento nella vita attiva

il coinvolgimento attivo nella vita durante l'età anziana è influenzato da 3 variabili: capacità funzionali residue, livello di scolarizzazione e un'elevata autoefficacia.

### Il modello di Baltes
Baltes cambiò la prospettiva dello sviluppo umano passando dalla concezione di uno sviluppo tipico solo dell'età evolutiva ad invece considerarlo come un processo caratterizzante l'intero arco di vita di ciascun individuo, dalla nascita fino alla morte.
Secondo la prospettiva elaborata da Baltes uno dei principi che guidano lo sviluppo dell'uomo durante la propria vita è rappresentato dal dualismo "guadagni-perdite" secondo cui i processi di sviluppo consistono nella contemporanea presenza attiva di competenze e abilità (guadagni) e declini (perdite). I guadagni e le perdite sono entrambi evidenti fin dalla nascita. Durante l'età evolutiva i guadagni sono maggiori rispetto alle perdite mentre nell'età anziana vi è una predominanza di perdite, in particolare durante la fase della quarta età. Nonostante questo però sono possibili e presenti anche dei guadagni nell'età anziana come ad esempio la saggezza (cresce man mano che progredisce l'esperienza di vita).
Risulta essere importante che nel corso della vita vengano favoriti lo sviluppo ed il potenziamento delle proprie capacità attraverso un processo che Baltes definisce in 3 fasi: Selezione, Ottimizzazione; Compensazione (SOC).

### Teoria di Carstensen
Carstensen propone una teoria definita della "selezione socioemozionale" in cui il fattore tempo riveste un ruolo fondamentale nella formazione dei legami sociali. La relazione sociale è cruciale per la sopravvivenza e per questo vi è una predisposizione dell'individuo a ricercare i legami, le interazioni e l'amicizia con altri.
La teoria di Carstensen suppone che la percezione del tempo influenza i processi di selezione degli obiettivi individuali e le caratteristiche delle relazioni sociali ricercate da ciascuno. Durante la gioventù si tende ad avere una percezione del futuro come ampio e aperto ricercando per lo più la costruzione di nuove amicizie. nell'età anziana, al contrario, il tempo futuro viene percepito come limitato prediligendo il consolidamento delle relazioni sociali intime tagliando poco alla volta tutti quei legami superficiali e periferici.
La causa di queste due prospettive differenti in relazione ai legami socio-affettivi è da ricercarsi nel cambiamento nelle priorità degli obiettivi delle 2 fasce d'età: nella gioventù prevalgono obiettivi di espansione di sé mentre nell'età anziana prevalgono obiettivi di conferma di sé.

### Teoria di Stevernik
Secondo questa teoria sull'invecchiamento positivo, le persone raggiungono un elevato livello di benessere psicologico attraverso la soddisfazione di due bisogni umani fondamentali:
- Benessere fisico
- Benessere sociale

Il benessere fisico viene raggiunto quando le persone hanno la possibilità di bilanciare tra loro attività che garantiscono stimolazione sia dal punto di vista fisico che cognitivo (come l'attività fisica) e attività che invece producono una buona sensazione di comfort (come vivere in un ambiente confortevole o l'assenza di dolore cronico).
Il benessere sociale invece viene raggiunto tramite la soddisfazione di 3 bisogni fondamentali:
1. bisogno di affetto (soddisfatto attraverso relazioni che offrono la sensazione di sentirsi amati, accettati e compresi).
2. bisogno di conferma (soddisfatto dalle relazioni che generano la sensazione di stare facendo la cosa giusta).
3. bisogno di status (soddisfatto dalle relazioni che fanno sentire le persone rispettate e considerate per le competenze e conoscenze dimostrate.

### Modello di Kahana e Kahana
Gli autori adottano una visione agentica e proattiva dell'anziano. Con i termini "agentività" e "proattività" si intende l'adozione di uno stile di vita attivo di intervento sulla realtà circostante allo scopo di modificare attivamente ed in prima persona le opportunità o le risorse presenti. Anziché porre l'accento sugli aspetti passivi dell'età anziana, gli autori fanno risaltare la capacità dell'individuo di essere un agente protagonista del proprio contesto di vita al fine di raggiungere e mantenere un elevato benessere psicologico e una buona qualità di vita anche nelle sue ultime fasi.
L'anziano viene dunque inteso come individuo capace di modificare il proprio contesto attraverso due comportamenti:
- Proattività preventiva: adozione di comportamenti che possono evitare l'insorgenza di patologie o eventi critici grazie ad azioni anticipate (prevenzione primaria)
- Proattività correttiva: adozione di comportamenti che minimizzano le conseguenze derivanti da condizioni critiche in atto (prevenzione terziaria)